# 奥茨海岸
奥茨海岸（英語：Oates Coast）位于东南极洲维多利亚地北部，奧次地的沿岸，东经156°至东经166°之间，长约600公里。1911年，英国探险家罗伯特·斯科特率领的英国探险队首先到达海岸，并以探险队员劳伦斯·奥茨的名字命名该地。1971年2月，苏联在奥茨海岸建立了列宁格勒站（后更名为圣彼得堡站）。